# Bad Schwanberg
Bad Schwanberg è un comune austriaco di 4 520 abitanti nel distretto di Deutschlandsberg, in Stiria. Il 1º gennaio 2015 ha inglobato i precedenti comuni di Garanas, Gressenberg e Hollenegg; ha lo status di comune mercato (Marktgemeinde).